# Tehuelchesaurus
Tehuelchesaurus là một chi khủng long, được T. Rich Vickers-Rich Gimenez Cúneo Puerta & Vacca mô tả khoa học năm 1999.